# Zastávka
Zastávka település Csehországban, a Brno-vidéki járásban. Zastávka Rosice, Babice u Rosic és Příbram na Moravě településekkel határos. Lakosainak száma 2522 fő (2024. január 1.).

## Népesség
A település lakosságának változását az alábbi diagram mutatja:
| Lakosok száma | 1145 | 1539 | 1761 | 2022 | 2400 | 2547 | 2555 | 2554 | 2525 | 2522 |
|               | 1880 | 1900 | 1930 | 1961 | 1980 | 2014 | 2017 | 2019 | 2022 | 2024 |